# Clifford Geertz
Clifford James Geertz (* 23. August 1926 in San Francisco; † 30. Oktober 2006 in Philadelphia) war ein US-amerikanischer Ethnologe, Kulturanthropologe und Sozialwissenschaftler. Er gilt als bedeutendster Vertreter der interpretativen Ethnologie. Geertz war Professor an der University of Chicago (1960–1970), am Institute for Advanced Study (1970–2000) und der Princeton University (1975–2000).

## Leben
Clifford James Geertz, junior wuchs als Sohn des gleichnamigen Geschäftsmanns und der früheren semiprofessionellen Tennisspielerin Lois Brieger-Geertz im kalifornischen Santa Rosa (bei San Francisco) auf. Die Eltern trennten sich, als er sieben Jahre alt war. Nach dem High-School-Abschluss nahm er von 1943 bis 1945 als Freiwilliger in der U.S. Navy am Zweiten Weltkrieg teil.
Geertz studierte am Antioch College in Ohio zunächst Anglistik, dann Philosophie. Nach dem Bachelorabschluss 1950 ging er zum postgradualen Studium an die Harvard University, wo er sich den Sozialwissenschaften und eher zufällig der Anthropologie/Ethnologie zuwandte. Insbesondere durch Talcott Parsons wurde er dort maßgeblich beeinflusst. Er promovierte 1956 an der Harvard University im Fach Anthropologie zum Ph.D., seine Doktormutter war Cora DuBois. Von 1952 bis 1958 war er wissenschaftlicher Mitarbeiter in einem Programm für Wirtschaftsentwicklung in Indonesien am Center for International Studies des Massachusetts Institute of Technology und unternahm in dieser Zeit längere Feldforschungen auf Java und Bali. Danach lehrte er als Assistant Professor für Anthropologie an der University of California, Berkeley (1958–1960).
Ab 1960 war er Assistant Professor, ab 1962 Associate Professor und von 1964 bis 1970 Professor der Anthropologie an der University of Chicago. Daneben war er von 1964 bis 1970 auch als Forschungsbeauftragter für das National Institute of Mental Health tätig, wo er ein Projekt zu Ethnopsychiatrie und psychischer Gesundheit bearbeitete. Von 1970 bis zu seiner Emeritierung 2000 lehrte er als Professor der Sozialwissenschaft am Institute for Advanced Study in Princeton, einer privaten wissenschaftlichen Denkfabrik. Daneben war er von 1975 bis 2000 auch Gastprofessor an der Princeton University.
Geertz ist einer der bedeutenden Vertreter der Ethnologie, Religionswissenschaft und Anthropologie. 1966 wurde er in die American Academy of Arts and Sciences gewählt, 1973 in die National Academy of Sciences und 1991 als korrespondierendes Mitglied in die British Academy. Er war zudem Mitglied des Council on Foreign Relations, der American Philosophical Society und der American Association for the Advancement of Science. Zahlreiche Hochschulen zeichneten ihn mit der Ehrendoktorwürde aus, darunter die Universitäten Harvard (1974), Chicago (1979), Yale (1987), Princeton (1995), Cambridge (1997) und Georgetown (1998).
In erster Ehe war Geertz von 1948 bis zur Scheidung 1981 mit Hildred Storey Geertz verheiratet. Sie kannten sich seit dem Studium am Antioch College. Hildred Geertz war Sozialanthropologin, bekannt für ihre Forschungen zu Verwandtschaftsbeziehungen bei Balinesen und Javanern. Sie hatte ebenfalls Professuren in Chicago und Princeton. Geertz’ zweite Frau Karen Blu, die er 1987 heiratete, ist ebenfalls Anthropologin, sie lehrte an der New York University.
Clifford Geertz starb am 30. Oktober 2006 nach einer Herzoperation im Krankenhaus der University of Pennsylvania.

## Ethnologische Feldforschung und Theorie der Kultur
Geertz führte auf den indonesischen Inseln Java (1952–54) und Bali (1957–58) ethnologische Feldforschungen durch. Eine wichtige Forschungsarbeit bezog sich auf das blutige Ritual des balinesischen Hahnenkampfes, welches nach Geertz für die Gesellschaft auf Bali ein wichtiger Faktor sei, um Kohärenz zu schaffen. Zu weiteren Forschungsaufenthalten kehrte er 1984, 1986 und 1999 nach Java zurück.
Zwischen 1963 und 1986 hielt sich Geertz mehrfach unterschiedlich lange zusammen mit seiner Frau Hildred Geertz in der marokkanischen Kleinstadt Sefrou auf. Hierhin lud er mehrere Ethnologen ein, die eigene Forschungsvorhaben verwirklichten. Zu ihnen gehörten Paul Rabinow, der in der Nähe der Stadt eine volksislamische Sufi-Bruderschaft beschrieb und Dale Eickelman, der 1968–70 eine Untersuchung über den Ort Boujad anfertigte. Außer der Gruppe um Geertz forschten in den 1970er Jahren etliche andere Ethnologen über Islam und Gesellschaft in Marokko: Ernest Gellner bei den Berbern im Hohen Atlas und Vincent Crapanzano über die Hamadscha-Bruderschaft in Meknès. Über die Methoden und Modelle kam es unter den Kollegen zu teilweise heftigen Auseinandersetzungen. Ein letztes Mal war Geertz im Jahr 2000 in Sefrou, als die Stadtverwaltung ihm zu Ehren eine internationale Konferenz Hommage à Clifford Geertz organisierte, zu der einige hundert Sozialwissenschaftler kamen.
In seiner Beschreibung kultureller Systeme kam es ihm auf die Qualität der Deutung an. Das Ergebnis einer wissenschaftlichen Beschäftigung mit einer fremden Kultur ist die von ihm sog. „Dichte Beschreibung“, ein Theorem, das er von Gilbert Ryle übernommen hat und das auch in der Geschichtswissenschaft Eingang gefunden hat.
Schon in den 1970er Jahren vertrat er poststrukturalistische kulturrelativistische Positionen. Natur und Wissen begreift er als „lokales Wissen“. Universalistische Moralvorstellungen, wie das Konzept der Menschenrechte, treten gegenüber Ethiken der unterschiedlichen Kulturen in den Hintergrund. Der Mensch muss lernen, sich zwischen den Kulturen zurechtzufinden, die Wissenschaft sollte komplexe gegensätzliche Strukturen durchschauen und insbesondere die „turns“, d. h. die Wendungen, herausarbeiten. In seinem Werk Welt in Stücken beschreibt er, wie der einheitliche, gemeinschaftliche, ohne Widersprüche gedachte Kulturbegriff der Moderne am Ende des 20. Jahrhunderts zerbrochen ist. Er stellt Fragen nach Ländern, die keine Nationen mehr sind, und nach Kulturen, die nicht auf Übereinstimmung ihrer Mitglieder beruhen.
Insbesondere seine Definition von Kultur ist heute in Kulturwissenschaften populär. Er verwendet seit 1973 einen „semiotischen“, d. h. einen auf zeichenhaften Bedeutungen beruhenden, Kulturbegriff. Geertz vertritt ein offenes, flexibles Konzept von Kultur, wobei er Bezug auf Max Webers Kulturbegriff nimmt und das Bild eines „selbstgesponnenen Bedeutungsgewebes“, in das sich der Mensch verstrickt hat, entwirft: Kultur ist das Gewebe, welches sich ständig in Herstellung und Wandlung befindet und jederzeit umdeutbar ist. „Kultur“ unterliegt ständig neuen Interpretationen und Bedeutungen, ist niemals objektiv und zeigt sich in der alltäglichen Arbeit des Menschen. Kultur ist überall, jedoch ist die Kultur des Deutens unabdingbar zur Existenz der Definition von „Kultur“. Geertz spricht auch von einem Code, dessen symbolischer Gehalt entschlüsselt werden muss.
Die Kultur soll als Text fungieren, die Anthropologie wird zu einer Art Hermeneutik: Der Mensch kann als Text betrachtet und "gelesen" werden.

## Werke (Auswahl)
- The Religion of Java. 1960
- Agricultural Involution. 1963
- Interpretation of Culture. Selected Essays. 1973. Darin enthalten:
  - Thick description: Toward an interpretive theory of culture. Deutsch: Dichte Beschreibung: Beiträge zum Verstehen kultureller Systeme. Frankfurt am Main 2002, ISBN 3-518-06745-1.
  - Deep Play: Notes on the Balinese Cockfight. (PDF; 167 kB) S. 412–453
- Kinship in Bali. 1974
- Negara: The Theatre State in Nineteenth-Century Bali. 1980
- Works and lives. 1988
  - deutsch: Die künstlichen Wilden: Anthropologen als Schriftsteller. Hanser, München 1990. ISBN 978-3-446-15324-0
- After the Fact: Two Countries, Four Decades, One Anthropologist. Harvard University Press, 1996 (Reprint Ausgabe). ISBN 978-0-674-00872-4
  - deutsch: Spurenlesen: Der Ethnologe und das Entgleiten der Fakten. [Städtevergleich Sefrou in Marokko und Pare in Indonesien über vier Jahrzehnte]. C.H.Beck, München 1997. ISBN 978-3-406-41902-7
- Welt in Stücken. Kultur und Politik am Ende des 20. Jahrhunderts. (Übersetzt von Herwig Engelmann), Passagen, Wien, 2. Aufl. 2007, ISBN 978-3-85165-785-2